# Jorge Castro
Jorge Alejandro Castro Salazar (San José, 11 settembre 1990) è un calciatore costaricano, attaccante dei Desamparados.

## Carriera

### Club
Castro ha iniziato la carriera con la maglia del Saprissa, formazione in cui è rimasto dal 2006 al 2010. Successivamente, è stato ingaggiato dall'Universidad de Costa Rica e poi dal Santos de Guápiles. A gennaio 2012 è tornato nuovamente al Saprissa, dove è rimasto per circa un anno a cavallo di due stagioni.
Il 17 dicembre 2012, i norvegesi dello Start hanno annunciato d'aver ingaggiato Castro, che si è legato al nuovo club con un contratto quadriennale valido a partire dal 1º gennaio 2013, data di riapertura del calciomercato locale. Ha esordito nell'Eliteserien il 17 marzo successivo, impiegato da titolare nel successo per 3-2 sull'Hønefoss. Il 24 aprile ha segnato le prime reti in squadra, con una doppietta in occasione della sconfitta per 3-2 in casa dell'Haugesund. Nella prima stagione in Norvegia, ha totalizzato 34 presenze e 7 reti, tra campionato e coppa; lo Start ha chiuso al 9º posto in classifica. È rimasto in squadra fino all'estate successiva, venendo complessivamente impiegato in 44 partite e mettendo a referto 11 marcature.
Il 25 luglio 2014, il Sarpsborg 08 ha comunicato d'aver trovato un accordo con lo Start per il trasferimento in prestito dell'attaccante costaricano, riservandosi anche un diritto d'opzione per l'acquisto a titolo definitivo. Ha esordito in squadra il 27 luglio, sostituendo Oliver Feldballe nella vittoria esterna sul campo del Bodø/Glimt per 3-4. Il 30 agosto ha realizzato la prima rete, nel pareggio casalingo per 2-2 contro l'Odd.
Castro ha totalizzato 16 presenze e 2 reti in squadra, tra campionato e coppa. Il club ha chiuso la stagione all'8º posto finale. Il Sarpsborg 08 non ha esercitato il diritto di riscatto sul giocatore, che ha così fatto ritorno allo Start per fine prestito.
Il 27 marzo 2015, il Brann ha annunciato d'aver ingaggiato Castro con la formula del prestito fino al termine della stagione. Ha esordito in 1. divisjon in data 6 aprile, subentrando a Kristoffer Larsen nel pareggio per 1-1 maturato sul campo del Fredrikstad. Il 13 aprile ha siglato la prima rete, contribuendo alla vittoria casalinga per 2-0 sullo Strømmen.
Il 21 ottobre 2015, in virtù della vittoria del Sogndal sul Kristiansund nel recupero della 27ª giornata di campionato, il Brann ha matematicamente conquistato la promozione in Eliteserien con due giornate d'anticipo sulla fine della stagione.
Il 27 ottobre, il Brann ha confermato che Castro avrebbe fatto ritorno allo Start per fine prestito. Castro si è congedato quindi dal club con 18 presenze e 6 reti tra campionato e coppa. Il 29 ottobre, lo Start ha reso noto d'aver trovato un accordo per rescindere consensualmente il contratto con il giocatore, con un anno d'anticipo sulla naturale scadenza.
Il 23 dicembre 2015, il Cartaginés ha reso noto d'aver ingaggiato Castro.

### Nazionale
Castro conta 5 presenze per la Costa Rica under 20, senza alcuna rete all'attivo. Con questa compagine ha partecipato al campionato nordamericano 2009 e al successivo mondiale di categoria. Nel 2011 è stato convocato in Nazionale maggiore, in vista della Copa América: non ha però giocato alcun match.

## Statistiche

### Presenze e reti nei club
Statistiche aggiornate al 1º gennaio 2016.
| Stagione        | Club                | Campionato      | Campionato | Campionato | Coppe nazionali | Coppe nazionali | Coppe nazionali | Coppe continentali | Coppe continentali | Coppe continentali | Supercoppe | Supercoppe | Supercoppe | Totale | Totale |
| Stagione        | Club                | Comp            | Pres       | Reti       | Comp            | Pres            | Reti            | Comp               | Pres               | Reti               | Comp       | Pres       | Reti       | Pres   | Reti   |
| --------------- | ------------------- | --------------- | ---------- | ---------- | --------------- | --------------- | --------------- | ------------------ | ------------------ | ------------------ | ---------- | ---------- | ---------- | ------ | ------ |
| 2006-2007       | Saprissa            | PD              | ?          | ?          | -               | -               | -               | -                  | -                  | -                  | -          | -          | -          | ?      | ?      |
| 2007-2008       | Saprissa            | PD              | ?          | ?          | -               | -               | -               | -                  | -                  | -                  | -          | -          | -          | ?      | ?      |
| 2008-2009       | Saprissa            | PD              | ?          | ?          | -               | -               | -               | -                  | -                  | -                  | -          | -          | -          | ?      | ?      |
| 2009-2010       | Saprissa            | PD              | ?          | ?          | -               | -               | -               | -                  | -                  | -                  | -          | -          | -          | ?      | ?      |
| 2010-2011       | Univ. de Costa Rica | PD              | 22         | 1          | -               | -               | -               | -                  | -                  | -                  | -          | -          | -          | 22     | 1      |
| lug.-dic. 2011  | Santos de Guápiles  | PD              | 13         | 7          | -               | -               | -               | -                  | -                  | -                  | -          | -          | -          | 13     | 7      |
| gen.-giu. 2012  | Saprissa            | PD              | 21         | 5          | -               | -               | -               | -                  | -                  | -                  | -          | -          | -          | 21     | 5      |
| 2012-gen. 2013  | Saprissa            | PD              | 15         | 5          | -               | -               | -               | -                  | -                  | -                  | -          | -          | -          | 15     | 5      |
| Totale Saprissa | Totale Saprissa     | Totale Saprissa | 36+        | 10+        |                 | -               | -               |                    | -                  | -                  |            | -          | -          | 36+    | 10+    |
| 2013            | Start               | ES              | 29         | 6          | CN              | 5               | 1               | -                  | -                  | -                  | -          | -          | -          | 34     | 7      |
| gen.-lug. 2014  | Start               | ES              | 7          | 2          | CN              | 3               | 2               | -                  | -                  | -                  | -          | -          | -          | 10     | 4      |
| Totale Start    | Totale Start        | Totale Start    | 36         | 8          |                 | 8               | 3               |                    | -                  | -                  |            | -          | -          | 44     | 11     |
| lug.-dic. 2014  | Sarpsborg 08        | ES              | 14         | 2          | CN              | 2               | 0               | -                  | -                  | -                  | -          | -          | -          | 16     | 2      |
| 2015            | Brann               | 1D              | 14         | 2          | CN              | 4               | 4               | -                  | -                  | -                  | -          | -          | -          | 18     | 6      |
| gen.-giu. 2016  | Cartaginés          | PD              | 0          | 0          | -               | -               | -               | -                  | -                  | -                  | -          | -          | -          | 0      | 0      |
| Totale          | Totale              | Totale          | 135+       | 30+        |                 | 14+             | 7+              |                    | -                  | -                  |            | -          | -          | 149+   | 37+    |

## Palmarès

### Club

#### Competizioni nazionali
- Campionato costaricano: 4

Saprissa: Invierno 2007, Verano 2008, Invierno 2008, Verano 2010

### Nazionale
- Campionato nordamericano di calcio Under-20: 1

2009